# Орозеи
Орозеи (итал. Orosei) је насеље у Италији, у округу Нуоро, региону Сардинија.
Према процени из 2011. у насељу је живело 5807 становника. Насеље се налази на надморској висини од 14 м.

## Становништво
Према резултатима пописа становништва 2011. у општини је живело 6.794 становника.
| 1931. | 1936. | 1951. | 1961. | 1971. | 1981. | 1991. | 2001. | 2011. |
| ----- | ----- | ----- | ----- | ----- | ----- | ----- | ----- | ----- |
| 2.513 | 2.737 | 3.484 | 4.214 | 4.085 | 4.788 | 5.264 | 5.870 | 6.794 |

## Партнерски градови
- Маршано
- Трамбле ан Франс
- Перник